# Aarts (voorvoegsel)
Aarts is een voorvoegsel dat vooral gebruikt wordt voor het vergroten (versterken) van bepaalde woorden voor personen. Het kan zowel voor bijvoeglijke als zelfstandige naamwoorden gaan.
Bij zelfstandige naamwoorden die personen aanduiden is de betekenis van van het voorvoegsel de ‘eerste’ of ‘belangrijkste’ in rang of tijd. Voorbeelden hiervan zijn de aartsvaders (de eerste mannen met wie het jodendom begon volgens de verhalen in de Hebreeuwse Bijbel) en de aartsbisschoppen: bisschoppen die hoger in rang staan dan de andere bisschoppen. Het gaat dus veelal om eretitels. Andere voorbeelden zijn aartsdiaken, aartsdichter (toegepast op onder anderen Homeros maar als verlegenheidsnaam vooral voor de Archipoeta), aartsengel, aartsmoeder (de vrouw van een bijbelse aartsvader) en aartsvijand.
Dat laatste geeft een tweede toepassing van aarts- aan: het versterken van woorden met een ongunstige betekenis. In deze toepassing is het zeer productief geweest; voorbeelden zijn aartsleugenaar (iemand die veel en zwaar liegt) en aartsdeugniet (een onverbeterbare schelm). In dichterlijke taal (bij dichters als Vondel) komt het ook voor bij abstracte zelfstandig naamwoorden, die zowel positief als negatief kunnen zijn, zoals aartsgezag (het hoogste of eerste gezag, waaruit al het andere gezag voortvloeit), aartsgoedheid en aartszonde (zware zonde)..
Aarts- komt ook voor als begin van sommige bijvoeglijke naamwoorden die een eigenschap van personen benoemen. Het voorvoegsel betekent dan ‘zeer’ of ‘erg’. Deze woorden hebben veelal een ongunstige betekenis, zoals aartsgierig en aartslui (heel erg gierig dan wel lui, als eigenschappen die ingebakken is in iemands persoonlijkheid).
Het voorvoegsel is ontleend aan het Oudgriekse woord archē (ἀρχή), dat ‘begin’ betekent en zelf weer afgeleid is van het woord archoo (‘aan het hoofd staan’, ‘eerste’). Als archi- werd het overgenomen in het Kerklatijn en vandaar kwam het terecht in verschillende talen, waaronder het Frans, vanwaaruit het werd overgenomen in het Nederlands.